# Galium delicatulum
Galium delicatulum är en måreväxtart som beskrevs av Pierre Edmond Boissier och Rudolph Friedrich Hohenacker. Galium delicatulum ingår i släktet måror, och familjen måreväxter. Inga underarter finns listade i Catalogue of Life.